# Jürijärv
Jürijärv – jezioro w Estonii, w prowincji Võrumaa, w gminie Haanja. Należy do pojezierza Haanja (est. Hannja järved). Położone jest blisko wsi Mallika. Ma powierzchnię 1,8 ha linię brzegową o długości 778 m. Sąsiaduje m.in. z jeziorami Käpämäe, Vaskna, Purkna, Kalda, Põldalotsõ, Horoski, Murojärv. Położone jest na terenie obszaru chronionego krajobrazu Haanja (est. Haanja looduspark).